# Franc-maçonnerie au Canada

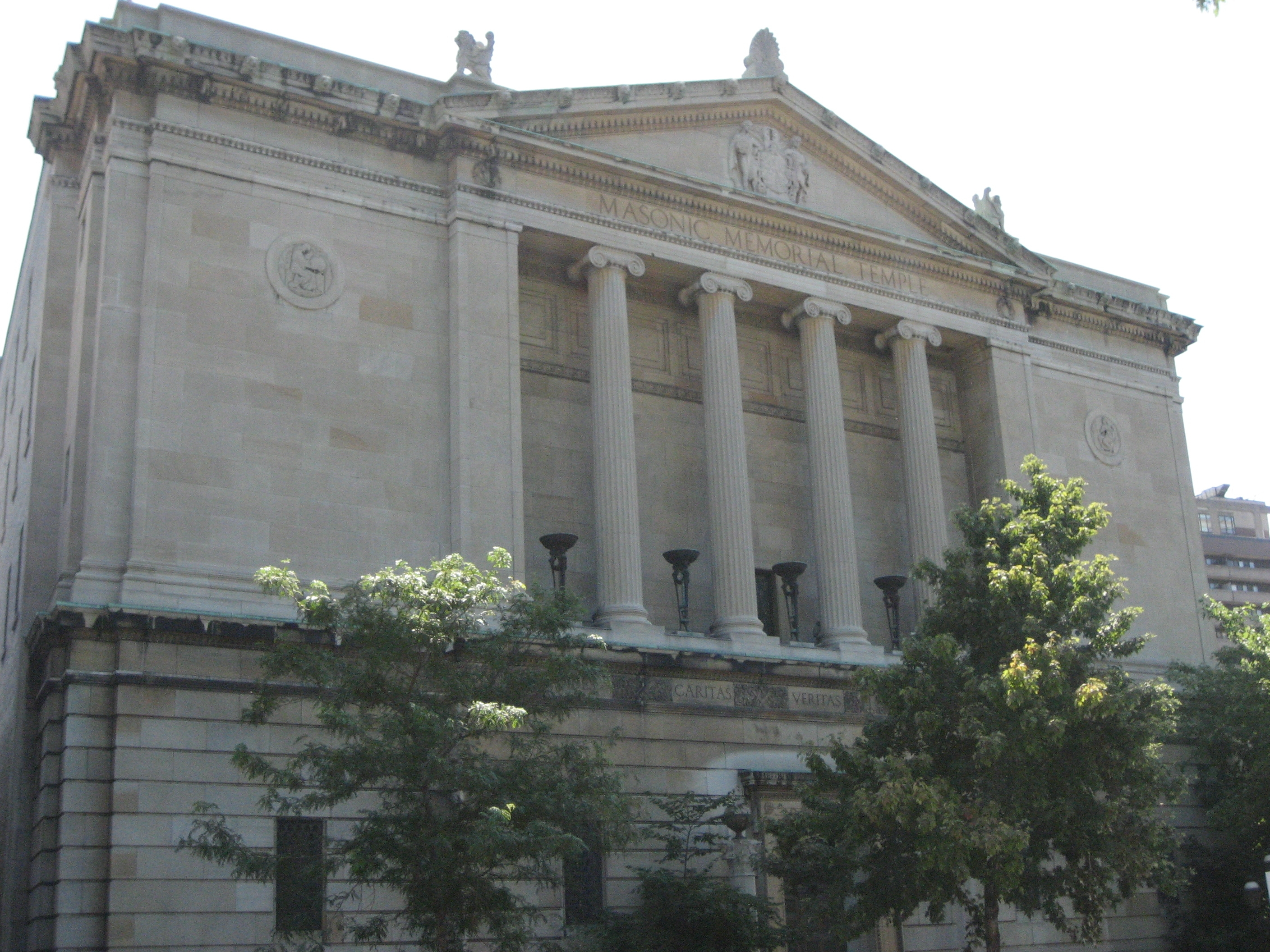
Le temple maçonnique de Montréal, rue Sherbrooke

La franc-maçonnerie au Canada est active depuis le début du XVIIIe siècle. Depuis son implantation elle se développe principalement dans le courant de la franc-maçonnerie anglo-saxonne. 

## Généralités

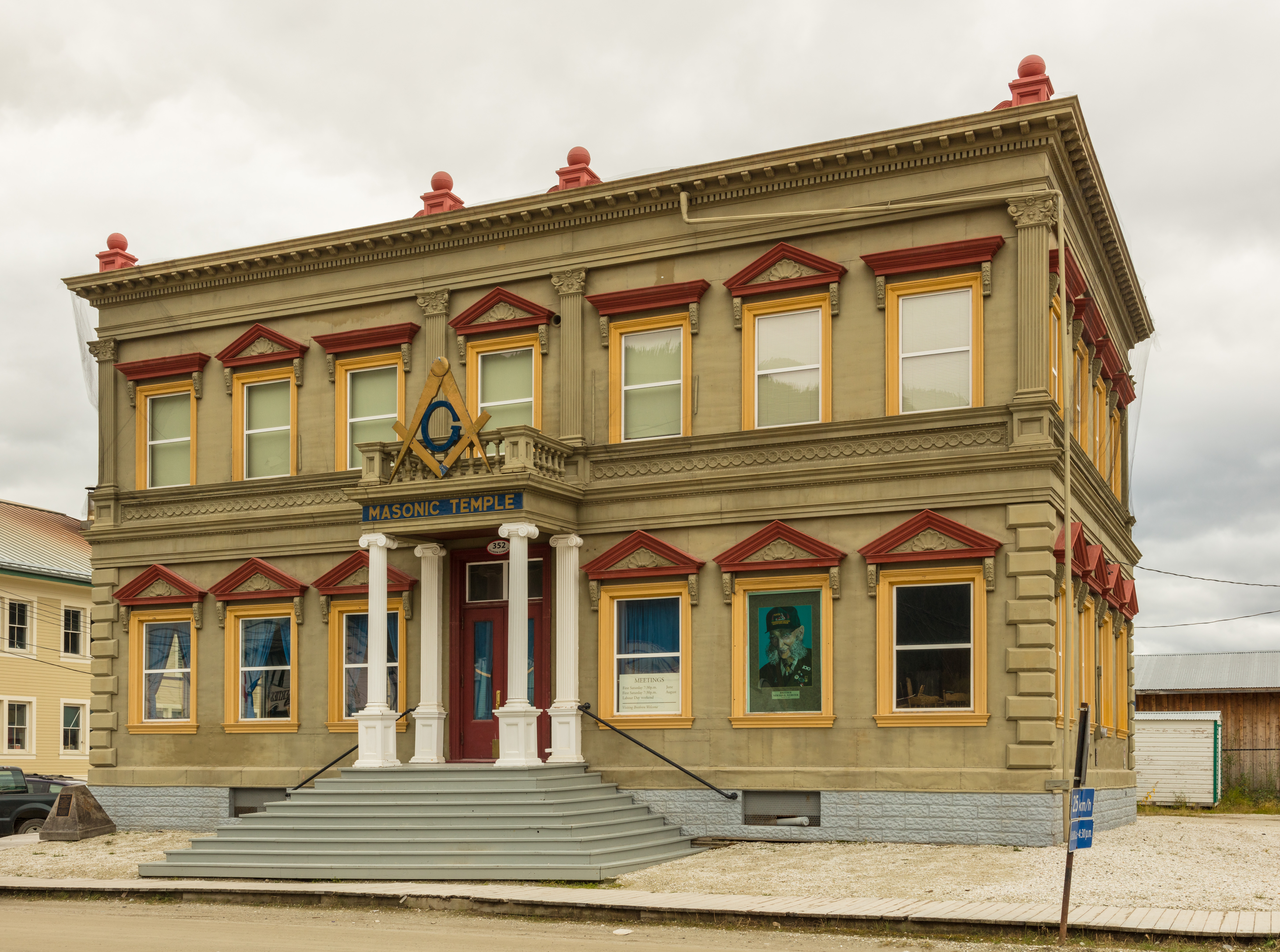
Temple maçonnique à Dawson City

Au Canada, ce sont les francs-maçons traditionnels du courant régulier qui ont historiquement prédominé. Au Québec l'obédience régulière est représentée par La Grande Loge du Québec, qui compte plus d'une centaine de loges, dont les plus anciennes au Canada. Une dizaine de loges travaillent uniquement en français, d'autres sont devenues bilingues ; mais la majorité travaillent en anglais.
Le courant libéral a été représenté au début du XXe siècle par deux loges fondées par le Grand Orient de France: la loge l’Émancipation et la loge Force et Courage. Elles durent fermer leurs travaux en 1928 sous les persécutions religieuses et civiles. Il fallut attendre les années 1970 pour voir la création d'autres loges comme la Grande Loge mixte du Québec, des loges du Grand Orient de France, de la juridiction canadienne du Droit humain, du Rite égyptien de Memphis-Misraïm, puis, vers la fin des années 1980, de la Grande Loge féminine de France et de la Grande Loge de France. La maçonnerie libérale dans son ensemble compte aujourd'hui plusieurs centaines de membres.
L'Ordre maçonnique mixte international « le Droit humain » possède une fédération canadienne qui regroupe actuellement dix loges mixtes (9 au Québec et une à Toronto) travaillant en anglais, en espagnol et en français. La première loge du Droit humain, « Liberté », fut fondée à Montréal en 1976. 
La Grande Loge symbolique du Canada, qui travaille au Rite ancien et primitif de Memphis-Misraïm est de langue française. Bien qu'il y ait des loges féminines et masculines, ces dernières ne travaillent pas dans la mixité.
Le Grand Orient du Canada est né en 1992 à la suite d'un vote tenu à la loge Montcalm Nouveau Monde, qui était affiliée au Grand Orient de France. Une nouvelle loge du nom d'Émancipation a été créée à ce moment-là. La loge Émancipation est mixte, laïque, et travaille au Rite français.
En août 2014, la Fédération des loges autonomes du Québec (FLAQ) est fondée dans le but regrouper des loges autonomes et dites « libérales » de divers rites et dont les membres peuvent être masculins, féminins, ou mixtes.

## Histoire

### En Nouvelle-France
Au Québec, des loges furent constituées dès 1721. La loge « Francs-maçons régénérés », placée sous la juridiction de la grande loge « Amitié et Fraternité » de Dunkerque, France, existait déjà en 1721 dans la ville de Québec. En 1767, cette loge devint la loge « Les Frères du Canada », sous la juridiction d'une des quatre grandes loges existant à cette époque en Grande-Bretagne. Ainsi une lettre datée du 31 janvier 1851 et envoyée par le secrétaire de la loge La Clémente Amitié de Paris, Hyacinthe Leblanc de Marconay, qui séjourna au Canada de 1834 à 1840, au vénérable et aux membres de la loge Albion de Québec :
« Vénérable Maître et Frères, vous avez l'avantage de posséder un des plus anciens temples de la  Franc-Maçonnerie, puisque son installation date de 1721. »
Deux des plus anciennes loges de la Nouvelle-France qui existent encore aujourd'hui, l'Antiquity Lodge no.1 et la Loge Albion no.2, avaient été créées respectivement à Montréal et à Québec en 1752; mais il faudra attendre 1788 pour que naisse à Québec la St. John's Lodge no. 3, 1792 pour qu'apparaisse la Dorchester Lodge no.4 à Châteauguay, et 1803 pour que se forme la Golden Rule Lodge no. 5 à Stanstead. Auparavant les francs-maçons francophones se seraient réunis en Nouvelle-France dans la loge des « Francs-maçons régénérés », dont la date de fondation nous est inconnue mais qui doit être postérieure à 1743, cette loge ayant été parrainée par la « Loge Amitié et Fraternité » fondée cette même année à Dunkerque. L'an 1752 marque donc pour nous le début de la franc-maçonnerie au Canada et 1759, la naissance de l'obédience dont est issue la  Grande Loge du Québec.

### Le régime Anglais
Après la conquête, on trouve des maçons au sein des loges militaires parmi les soldats britanniques, mais la première loge maçonnique formée de civils est celle d'Annapolis Royal, en Nouvelle-Écosse, qui reçoit ses patentes de la loge des Maçons modernes de Boston en juin 1738. On délivre par la suite des patentes pour l'établissement de loges à St. John's (1746 et 1766), à Halifax (1750 et 1751) et à Québec (1764). Lorsque le Québec est divisé en 1791 pour former le Haut et le Bas-Canada, seulement quatre loges maçonniques sont en activité dans le Haut-Canada (Cornwall, Brockville et deux à Niagara).
En 1794, le lieutenant-gouverneur du Haut-Canada, John Graves SIMCOE, craint une insurrection des francs-maçons de Montréal à cause des relations étroites de ceux-ci avec des maçons de l'État du Vermont.

### La Grande Loge du Canada
Aussi le supérieur des Sulpiciens et seigneur de Montréal, Étienne Montgolfier, s'élève contre l'Ordre en 1771. Il existait à Montréal, à cette époque un important groupe de Maçons francophones, dont plusieurs avaient été initiés en France vers 1760-1763 et que beaucoup  d'hommes de conditions diverses étaient attirés par l'ordre. Il apparaît que des cérémonies maçonniques avaient même lieu publiquement, que des maçons francophones se réunissaient déjà en Nouvelle-France et, qu'après la conquête, des loges civiles et francophones furent créées.
En 1788, la loge "Les Frères du Canada" fut transférée à Montréal, et en 1792 elle se plaça sous la juridiction de la Grande Loge provinciale du Bas Canada. L'honorable Claude Dénéchau, qui signa la charte constituant la loge régulière "Les Frères du Canada", était le premier Canadien à être nommé grand maître d'une grande loge au Canada. 
Des loges maçonniques locales se forment plus tard dans d'autres futures provinces : en Colombie-Britannique (1859), au Manitoba (1864 et 1870), en Alberta (1882) et en Saskatchewan (1883). En 1855, 30 loges de l'Ouest canadien et du Québec se regroupent pour former la Grande Loge du Canada, et les loges maçonniques anciennes forment leur propre grande loge deux ans après.
Après moult tergiversations, le Québec forme sa propre grande loge en 1869. En fait la Grande Loge du Canada située en Ontario ne voulut pas reconnaître tout de suite l'autonomie du Québec, appuyée en cela par la Grande Loge d'Angleterre. Les maçons du Québec reçurent toutefois l'appui des plus importantes grandes loges des États-Unis et ce sont les grands maîtres des Grandes Loges du Vermont et du Maine qui avaient déjà reconnus la Grande Loge du Québec qui procédèrent à l'installation du grand maître de la Loge du Québec. Un peu plus tard, à son convent des 8 et 9 juillet 1874, la Grande Loge du Canada reconnaissait l'autonomie de la Grande Loge du Québec.
En 1887, la Grande Loge du Canada change de nom pour tenir compte de la nature provinciale de la franc-maçonnerie canadienne; elle s'appellera dorénavant « The Grand Lodge of Ancient and Accepted Masons of Canada in the Province of Ontario ».

### La franc-maçonnerie au Québec
Historiquement, les loges traditionnelles, déistes du courant dit "régulier" ont toujours prédominé. Cependant, les loges l’Émancipation fondée le 18 juillet 1896 et Force et Courage qui étaient anti-cléricales et de tendances libérales fonctionnèrent durant quelques années. 
En 1910, à l'approche du Congrès eucharistique, la loge Émancipation de Montréal, située au coin des rues Sainte-Catherine et de l’Hôtel-de-Ville, est espionnée dans des conditions rocambolesques par des membres de l’Association catholique de la jeunesse canadienne-française. L'un de ceux-ci, Albert-J. Lemieux, pénètre ensuite dans le local et s'empare des procès-verbaux sous la menace d'un revolver. Reconnu quelques jours plus tard et poursuivi en justice, il est relâché au motif que, « même s’il a enfreint la loi, il était excusable car il agissait selon sa conscience ». Selon certaines interprétations, l'affaire aurait été montée de toutes pièces par les milieux catholiques afin de discréditer la franc-maçonnerie.

### Anti-maçonnisme au Canada
La franc-maçonnerie canadienne à l'instar d'autres pays a subi de nombreuses critiques et fait l'objet d'actes d'anti-maçonnerie d'origines religieuses ou politiques.

## Francs maçons canadiens
L'appartenance à la franc-maçonnerie de nombreux canadiens-français peut-être réputée douteuse, voire inventée de toutes pièces. L'historien Georges Aubin, responsable des archives de Papineau, note qu'« un grand nombre de Québécois sont devenus francs-maçons après leur mort ». Pour ce qui est de Louis-Joseph Papineau, Aubin n'a noté dans toutes les 1 800 lettres de sa correspondance qu'une seule mention à la franc-maçonnerie, soit en décrivant un député d'Ottawa. Selon Aubin, l'appartenance à la franc-maçonnerie aurait été une légende inventée de toutes pièces par Léon Z. Patenaude. Le Québec a cependant connu plusieurs franc-maçon de renom. C'est le cas par exemple de Honoré Beaugrand qui fut maire de Montréal de 1885 à 1887, de Joseph-François Perrault 1753-1844 que plusieurs reconnaissent comme le père de l'éducation au Canada et de plusieurs autres.   
Aussi, plusieurs premiers ministres et politiciens canadiens ont été francs-maçons:
- John A. Macdonald
- John Joseph Caldwell Abbott
- Mackenzie Bowell
- Robert Borden
- Richard Bennett
- John Diefenbaker
- Bill Davis [réf. nécessaire]
- Alexander Bethune (maire de Vancouver)[réf. nécessaire]
- George Thomas Armstrong (député du Parti libéral province Manitoba)[réf. nécessaire]
- Laurent-Michel Vacher, philosophe et écrivain québécois[10]
- Léon J-Z Patenaude, fondateur de la Ligue des droits et libertés[10]

## Situation obédientielle

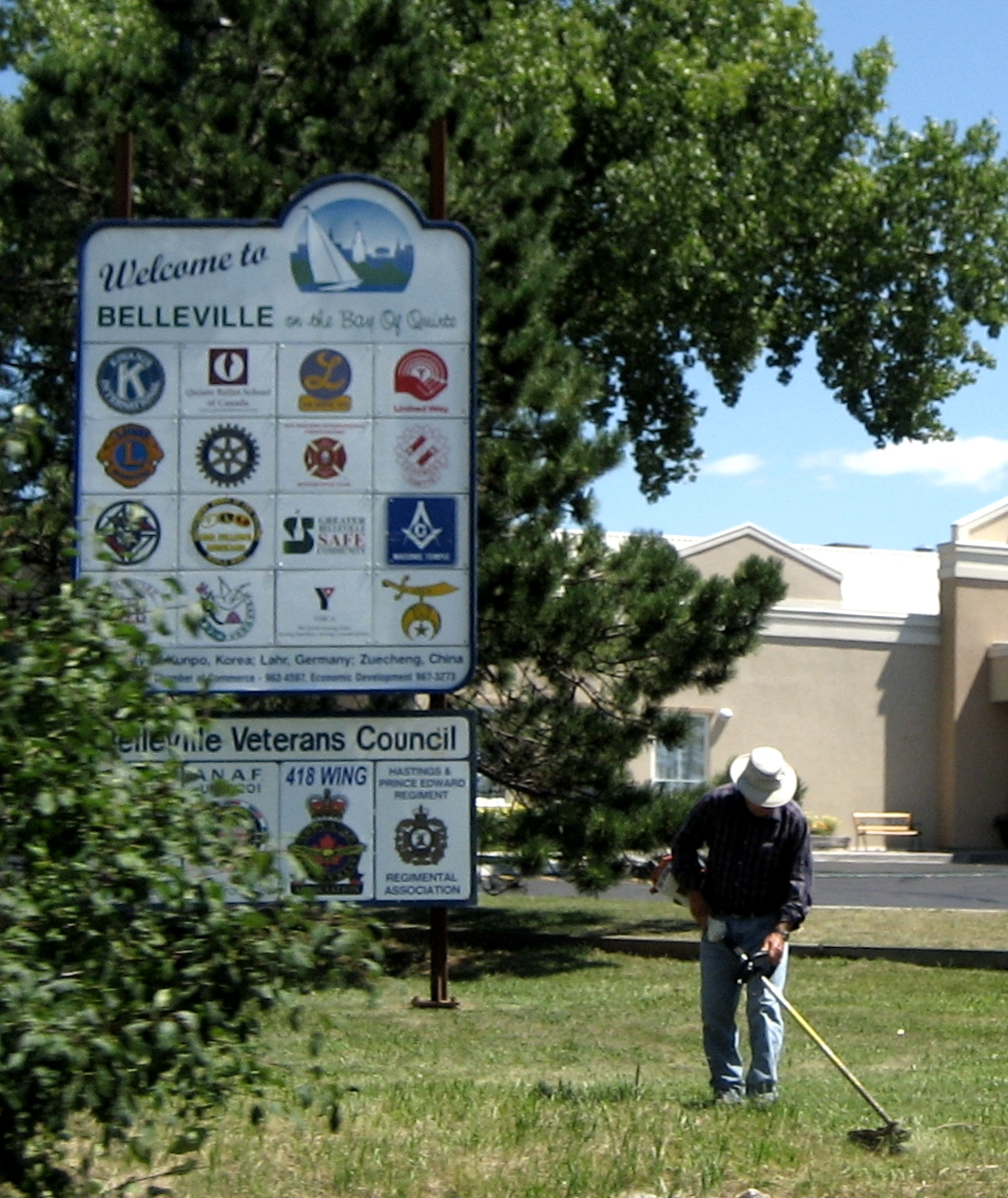
Ville de Belleville, Ont. Affiche qui présente les organismes caritatifs et maçonniques (Shriners)

Selon L'encyclopédie canadienne, la franc-maçonnerie canadienne compterait 200 000 membres au Canada.
Cependant les chiffres provenant des grandes loges sur les membres actifs sont beaucoup plus faibles.
| Province             | 2007   | 2006   | gain/perte |
| -------------------- | ------ | ------ | ---------- |
| ALBERTA              | 7,693  | 7,717  | -24        |
| COLOMBIE BRITANNIQUE | 10,626 | 10,972 | -346       |
| MANITOBA             | 2,714  | 2,899  | -185       |
| NOUVEAU-BRUNSWICK    | 3,789  | 3,919  | -130       |
| TERRE-NEUVE/LABRADOR | 2,130  | 2,112  | +18        |
| NOUVELLE-ÉCOSSE      | 5,664  | 5,761  | -97        |
| ONTARIO              | 52,130 | 53,513 | -1,383     |
| ÎLE DU PRINCE-EDWARD | 821    | 861    | -40        |
| QUEBEC               | 4,441  | 4,554  | -113       |
| SASKATCHEWAN         | 3,636  | 3,714  | -78        |
| TOTAL                | 93,644 | 96,022 | -2,378     |

### Bibliographiques
- Jacques G. Ruelland, La Pierre angulaire, Histoire de la franc-maçonnerie régulière au Québec, Point de Fuite, Canada, 2002  (ISBN 2-89553-022-X)
- R.V. Harris, The Beginnings of Freemasonry in Canada (1938);
- M.C. Jacob, The Radical Enlightenment: Pantheists, Freemasons and Republicans (1981);
- Spécial Committee on the History (dir.), (Wallace McLeod, président), Whence Come We? Freemasonry in Ontario 1764-1980 (1980);
- J. Ross Robertson, The History of Freemasonry in Canada from its Introduction in 1749 (2 vol., 1900).